# 水野勝弘
水野勝弘（みずの まさひろ、1945年7月21日 - ）は京都府出身のビジネス総合プロデューサー。

## 来歴
三井物産マーケットクリエーション室代表を務めた後、毎日新聞社事業本部部長、その後平成26年3月まで帝京平成大学准教授を歴任。

## 活動
平成26年6月現在、市場開発・商品開発・地域活性化など実践的なビジネス総合プロデューサーとして活躍中。

コラムニストとして、毎日新聞京都版週間コラムや、月刊誌ワールドグラフにて各界有名社長と対談する「ビジネスサロン365」を執筆している。

## 著書
- 『商売繁盛!お客さま学〜おもしろ心理マーチャンダイジング〜』
- 『お客さま学2』

| スタブアイコン | サブスタブ | この項目は、まだ閲覧者の調べものの参照としては役立たない、人物に関連した書きかけの項目です。この項目を加筆・訂正などしてくださる協力者を求めています（P:人物伝/PJ:人物伝）。 |